# 曼彻斯特中国城
曼彻斯特中国城（Chinatown of Manchester）位于英格兰曼彻斯特市中心，是英国的第二大唐人街，欧洲第三大唐人街。牌坊建于1987年。这里有许多亚洲餐厅、商店和超市。
曼彻斯特中国城西到莫斯利街，东到波特兰街，南到公主街，北到夏洛特街。有些地图显示中国城南到牛津街，东面是运河街一带的同志村，北面是皮卡迪利花园。

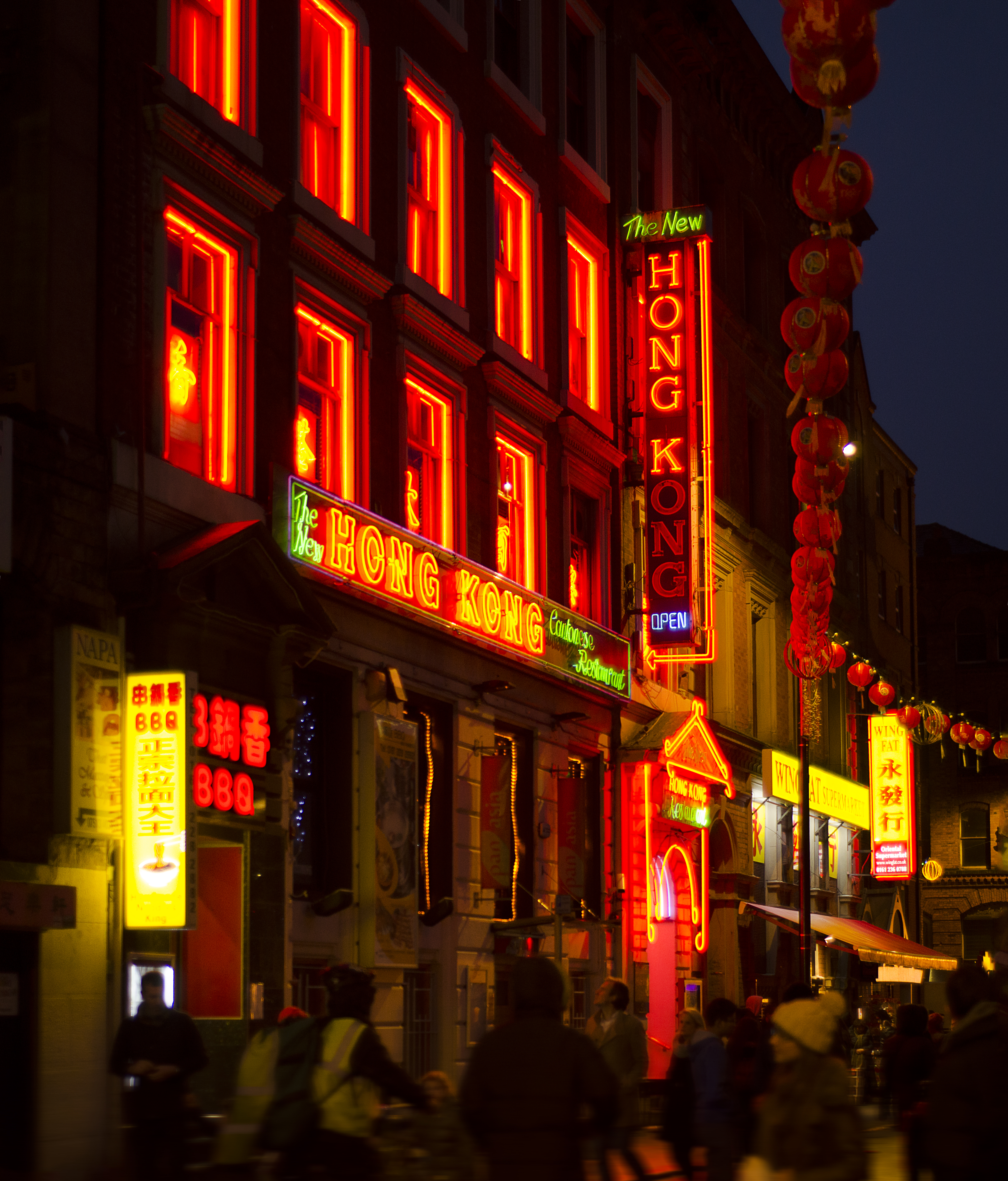

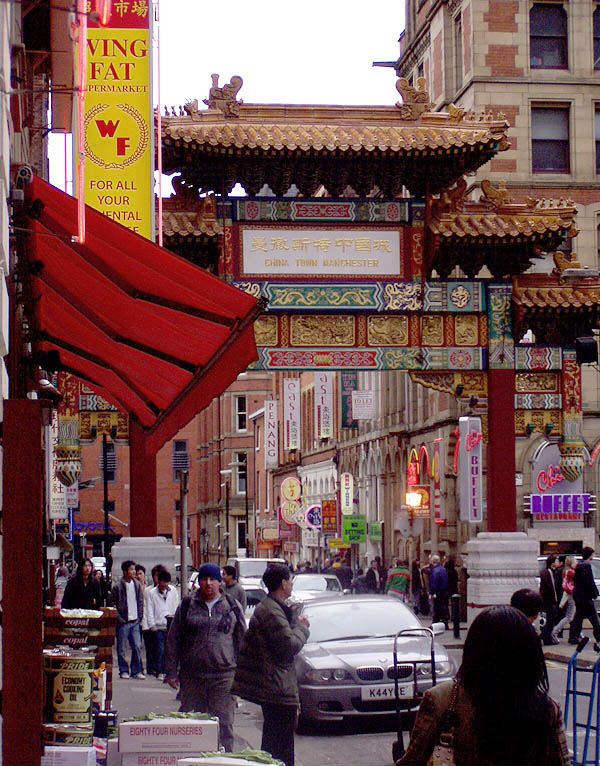
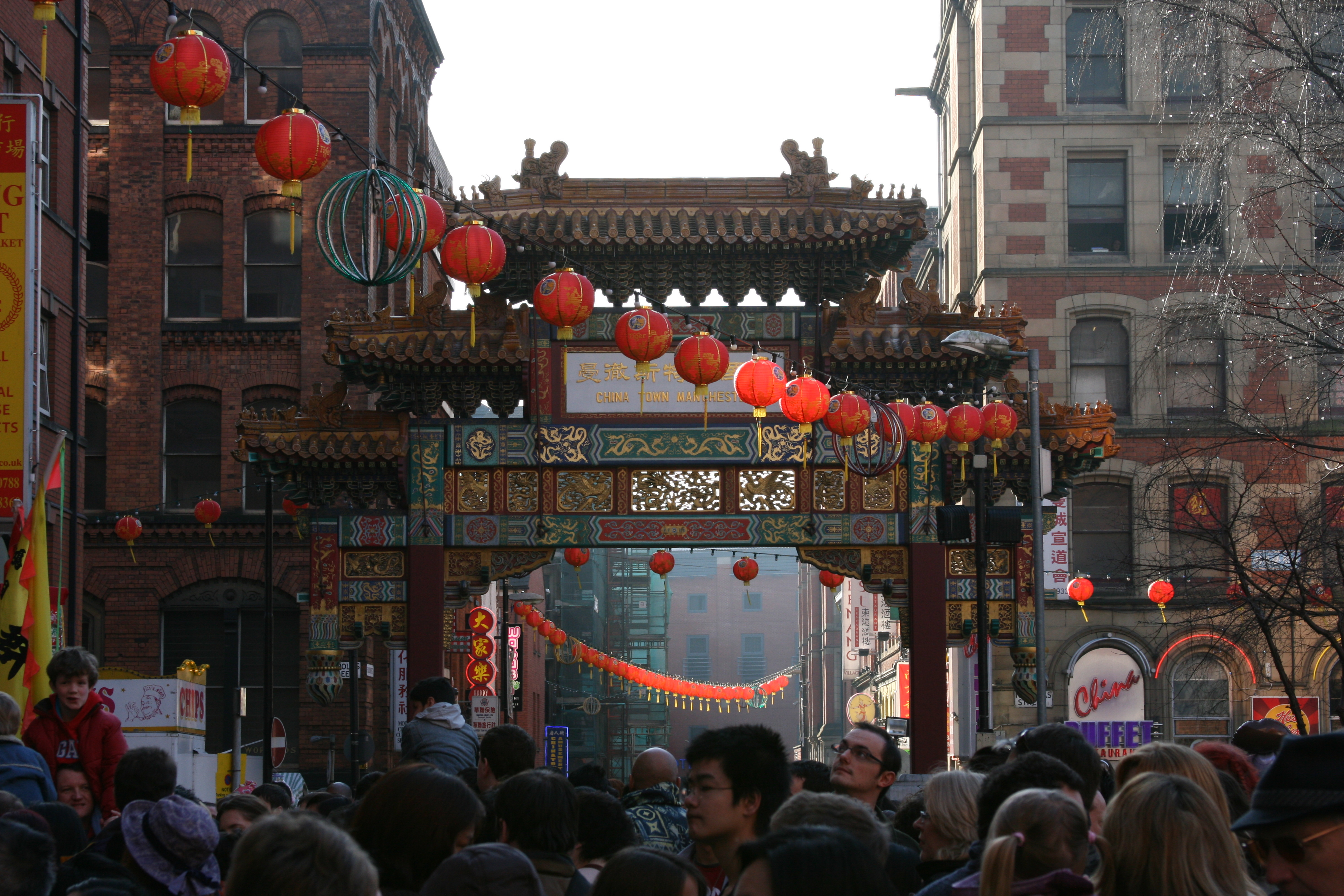
2008年中国新年
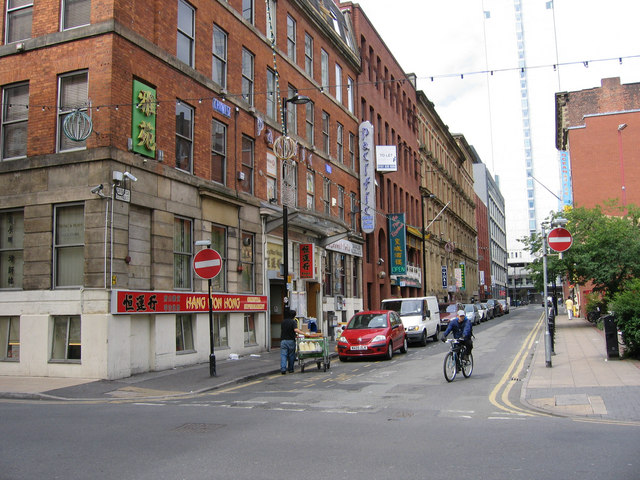
乔治街
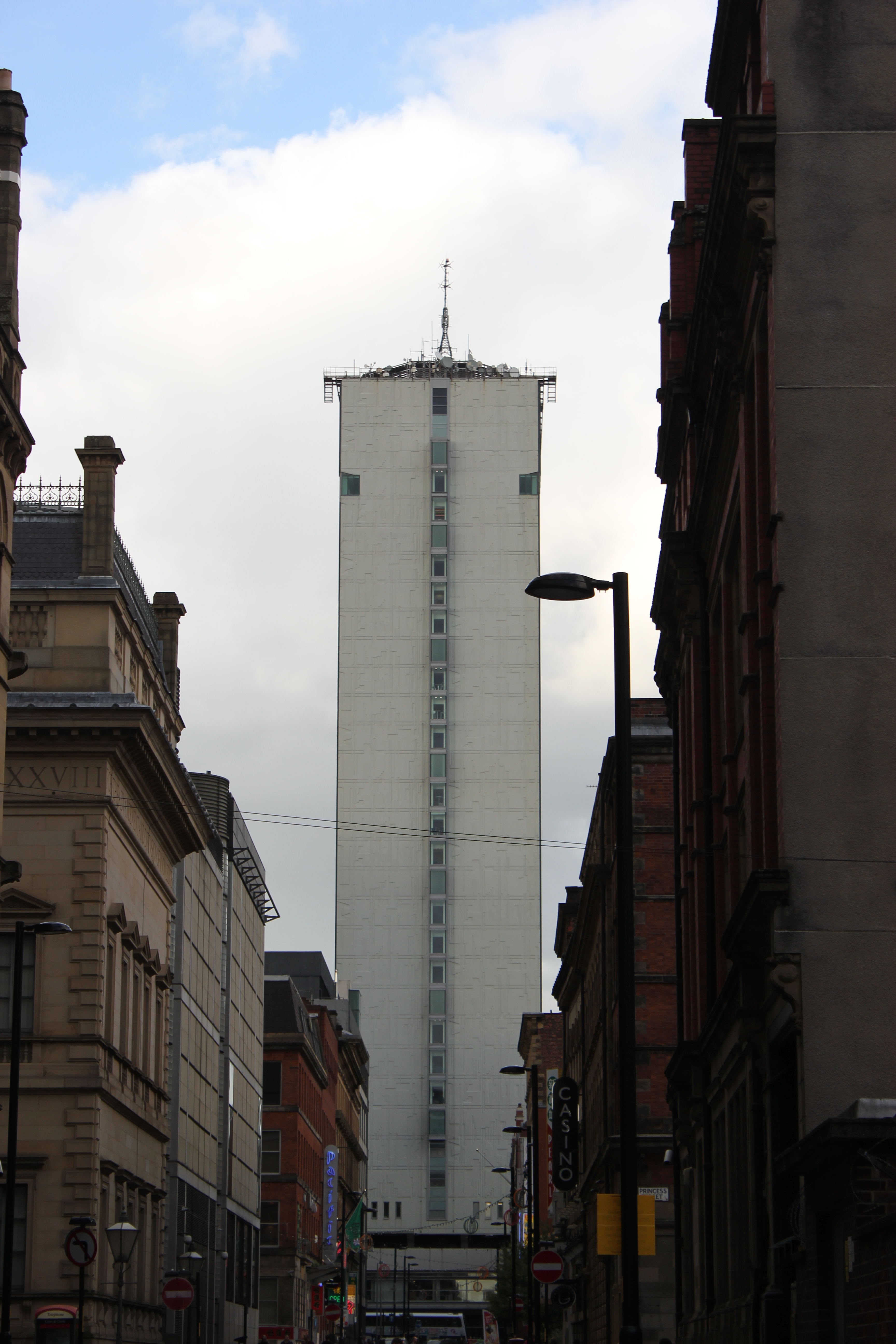
City Tower